# Den Hornede Gud
Den Hornede Gud er en betegnelse for de personer med horn eller gevir, der er fundet over hele verden og i Danmark fx på Gundestrupkarret. Palæolitiske hulemalerier kan tyde på, at oprindelsen går langt tilbage i tiden. Han er også kendt som "Herren af den Vilde Jagt".
I den keltiske mytologi var han Cernunnos en frugtbarhedsgud, dyrenes hersker, som fødes ved vintersolhverv, gifter sig med gudinden i et helligt bryllup ved Beltane 1. maj og dør ved sommersolhverv.

## Lignende guder eller skikkelser
- Adad
- Baphomet
- Pan